# Lugon-et-l'Île-du-Carnay
 Lugon-et-l'Île-du-Carnay  es una población y comuna francesa, situada en la región de Aquitania, departamento de Gironda, en el distrito de Libourne y cantón de Fronsac.

## Demografía
| 852 | 816 | 829 | 973 | 1026 | 1000 |
| Para los censos de 1962 a 1999 la población legal corresponde a la población sin duplicidades (Fuente: INSEE [Consultar]) |     |     |     |      |      |